# 雪組女子部
『雪組女子部』（ゆきぐみじょしぶ）は、2008年1月15日（1月14日深夜）から同年4月1日（3月31日深夜）まで中京テレビで放送されていたスポーツ番組である。全12回。放送時間は毎週火曜 1:39 - 1:54 （月曜深夜、日本標準時）、最終回のみ2:09までの30分番組として放送。

## 概要
スノーボードをテーマにした深夜番組で、女性スノーボーダーたちがゲレンデで披露するテクニックやファッションを通じてスノーボードの魅力を伝えていた。収録は、岐阜県郡上市の高鷲スノーパークおよびダイナランドで行われていた。最終回では、高鷲スノーパークで開催されたスノーボード大会「雪組女子部カップ 2008 in 高鷲スノーパーク」の模様を放送した。この番組は後にDVD化され、2008年7月16日にポニーキャニオンより発売された。
番組制作関係者が書き綴ったブログによれば、番組は同シーズン限りで終了したのではなく、途中放送休止を挿んで2009年に再スタートする予定だったとのことである。しかし中京テレビ側からの申し出により、放送再開はできなくなったようである。その後も放送再開は叶っておらず、事実上の打ち切り状態となっている。なお、番組公式サイトはその後もしばらく消されずに残っていたが、放送再開が見送られたのを機に閉鎖された。

## 出演者

### MC
- リサ・ハリム
- 鹿内美沙（当時中京テレビアナウンサー）

### yuki-josi
- 國岡あい
- 林亜紀子
- 伊藤唯
- 中島志保
- 藤森由香
- 浅野まな香
- 岡本尚恵
- 岡田良菜
- 田中幸

## スタッフ
- ナレーター：尾原秀三（当時中京テレビアナウンサー）[3]
- ディレクター：村口康雄、武藤早弥子
- 企画：佐々木秀治
- プロデューサー：寺地幸一、澤田明理
- チーフプロデューサー：長谷川治彦
- 協力：CENTRAL JAPAN INC.、スリー・シックスティ
- 製作協力：HUMANFLIGHT
- 製作著作：中京テレビ

## エンディングテーマ
- HOME （リサ・ハリム）